# Vuohisaari (ö i Muurame, Saarenlahti)
Vuohisaari är en ö i Finland. Den ligger i sjön Päijänne och i kommunen Muurame i den ekonomiska regionen  Jyväskylä  och landskapet Mellersta Finland, i den södra delen av landet, 220 km norr om huvudstaden Helsingfors. Öns area är 3,1 hektar och dess största längd är 300 meter i sydöst-nordvästlig riktning.